# 斑紋條鰨
斑紋條鰨（学名：Zebrias zebrinus）為輻鰭魚綱鰈形目鰨亞目鰨科的其中一種，為亞熱帶海水魚，分布於西北太平洋日本海域，棲息深度6-20公尺，體長可達22公分，棲息在沙泥底質底層水域，生活習性不明。
其种加词“zebrinus”意为“像斑马纹样的”。